# 阿卜杜勒·瓦哈卜
阿卜杜勒·瓦哈卜（1939年—2016年），是一名巴基斯坦的著名教育家，1995年至1996年担任卡拉奇大学副校长。2016年去世，享年77岁。

## 人物生平
他首先在塔林加高中接受教育，然后进入一所艺术学院获得文学学士学位。他在卡拉奇工商管理学院获得工商管理硕士学位，然后开始担任讲师。后来瓦哈卜获得了去加拿大学习的奖学金，在那里，瓦哈卜完成了国际商务博士学位。1978年，他回到巴基斯坦。
1984年至1995年，瓦哈卜担任卡拉奇工商管理研究所所长。
2002年，他成为穆罕默德·阿里·真纳大学校长，一直担任到2016年去世为止。